# Leika
Leika（れいか、12月19日 - ）は、日本のミュージシャン、シンガーソングライター、モデル。2012年12月に、アーティスト名を赤川れいか（あかがわれいか）からLeikaに改名[。山形県鶴岡市出身。やまがた特命観光・つや姫大使。鶴岡ふるさと観光大使。

## 来歴

### デビューまで
幼稚園からピアノを習い、小学校では鼓笛隊に入り、トランペットを担当。中学校では吹奏楽部でトロンボーン、チューバを担当する金管楽器好き。高校時代から歌うことに目覚め、友達と連日カラオケボックスに行き、7時間以上歌い続けることもあった。
その後、JUDY AND MARYのYUKIに影響され、地元庄内でロックバンドを組みライブ活動する。2003年、オールディーズライブハウスのオーディションに合格して、専属ボーカルとして働く。
2005年、周りの反対を押し切って上京。八百屋でアルバイトをしながら生計を立て、都内のライブハウス・クラブ等でジャンルを問わず歌い続ける。

### デビュー
- 2009年、橋幸夫&安倍里葎子のデュエット曲「今夜は離さない」の作詞家・藤波研介と出会い、2010年2月シングル「扉/私を愛して」でユニバーサルミュージック（元・ポリドール）よりメジャーデビュー。「扉」は、東北の民謡花笠音頭をアレンジしている。作曲は、インディーズ時代からの音楽仲間で現在は電気を引かずに自給自足しながら山で生活する異色の作曲家カレン小町。編曲は、同じ山形県出身の庄司龍。
- 2011年6月、セカンドシングル「チェリー/Say Good-bye」をリリース。「チェリー」は、山形の名産品のさくらんぼをモチーフにしている。編曲は、同じく山形県出身でレコード大賞の審査員も務めている若草恵。
- 2012年9月、アメリカニューヨークにてボイストレーニングを受ける。
- 2012年11月、香港にて初の国外ライブツアーを果たす。

### 改名
- 2013年より、アーティスト名を「赤川れいか」から「Leika」に改名。
- 2013年12月、改名してから初となるシングル「Fly high/I miss you」をリリース。「Fly high」は、夢を追い上京し、自身が感じてきた思いを歌っている。「I miss you」は、デビュー前に制作した楽曲がモチーフとなっている。作詞作曲、ジャケットデザインまでをセルフプロデュース。

## 音楽性
声質は、ハスキーボイス。デビューシングルのカップリング曲「私を愛して」のレコーディングでは、お気に入りの香水を振りまき椅子に座り照明を暗くし、目を閉じて歌い出した。
等身大の歌詞と、Jazzやリズム・アンド・ブルースを匂わすサウンドが特徴。

## 人物
- 作品へのこだわりが強く、CDジャケットやWebデザインまで、ほぼセルフプロデュースしている。
- ファッションが大好きで、靴や帽子、衣装などを集めているが、一度も使わないものも多々ある。
- ライブではカズーをよく使うほか、ダンスや手品を取り入れたパフォーマンスもする。

## ディスコグラフィー

### シングル
|    | リリース日     | タイトル              |                                                  |
| -- | -------------- | --------------------- | ------------------------------------------------ |
| 01 | 2010年2月10日  | 扉/私を愛して         | 作詞 藤波研介 作曲 カレン小町 編曲 庄司龍        |
| 02 | 2011年6月22日  | チェリー/Say Good-bye | 作詞 藤波研介 作曲 カレン小町 編曲 若草恵        |
| 03 | 2013年12月19日 | Fly high/I miss you   | 作詞 Leika 作曲 Leika 編曲 的場和也•yu fujushima |